# Мангушский район
Мангушский район (укр. Мангушський район, до 2016 г. — Першотравне́вый) — упразднённое административно-территориальное образование на юге Донецкой области Украины, на побережье Азовского моря, население — 25886 чел., площадь — 794.7 км². Расстояние до Донецка: 130 км. Центр — пгт Мангуш.
29 медучреждений, 14 школ, дом пионеров, 8 ДК, 23 библиотеки.
27 ноября 2015 года районным советом принято решение о переименовании района с Першотравненого на Мангушский. Решение было утверждено Верховной Радой 19 мая 2016.

## История
21 января 1959 года к Першотравневому району была присоединена часть территории упразднённого Приморского района. Упразднён 30 декабря 1962 года, восстановлен 8 декабря 1966 года.
17 июля 2020 года бо́льшая часть территории Мангушского района отошла к Мангушской поселковой общине, остальная часть отошла к Мариупольской городской общине, которые обе относятся к вновь созданному Мариупольскому району. Администрация и районный совет района были распущены.

## Население
Территория компактного проживания греков. Численность населения — 25886 чел., городское население: 12994 человека. Сельское население: 12892 человека. (На 2019 год)
Данные переписи населения 2001 года:
| N | Национальность | Количество | Уд. вес (%) |
| - | -------------- | ---------- | ----------- |
| 1 | Украинцы       | 14735      | 50,27       |
| 2 | Русские        | 7881       | 26,89       |
| 3 | Греки          | 5882       | 20,07       |
| 4 | Белорусы       | 208        | 0,71        |
|   | Всего          | 29312      | 100,00      |

## Населённые пункты
В составе 2 пгт (районный центр, Ялта), 6 сельсоветов, 31 населённый пункт.
- Пгт Мангуш (с 1779, пгт с 1969 года, в 1946—1995 Першотравневое) — 8468 чел. Основан греками. Бывшие колхозы «Ленинский шлях», «Родина», комбикормовый завод, мясокомбинат, мельничный цех Мариупольского пивоваренного завода. 2 школы, ДК, ЦРБ, кинотеатр, 6 библиотек.
- Пгт Ялта (с 1780, пгт с 1965 года) — 5732 чел. Бывшие колхозы имени Мичурина, «Прогресс». Подчинены населённые пункты: Юрьевка, Азовское.
- Бердянское (с 1887) — 690 чел. Колхоз имени Горького. Подчинены населённые пункты: Агробаза, Приазовское, Пригородное (до 2016 — Радянская Украина), Шевченко.
- Покровское (в 1946—2016 — Ильичовское, до 1946 — Самарина Балка) — 1202 чел. Подчинены населённые пункты: Рыбацкое, Червоное, Широкая Балка.
- Камышеватое (с 1830) — 807 чел. Бывший колхоз имени Чапаева. Подчинены населённые пункты: Демьяновка, Украинка (до 2016 — Червоная Украина).
- Мелекино (со 2-й половины 19-го века) — 1458 чел. Бывший колхоз «Россия». Подчинены населённые пункты: Белосарайская Коса, Буряковая Балка, Глубокое, Огородное, Портовское.
- Урзуф (с 1779, в 1946—1989 — Приморское) — 2264 чел. Бывший колхоз «Путь к Коммунизму». Подчинён посёлок Бабах-Тарама.
- Стародубовка (с 1830, до 1920 — Коротыш) — 1082 чел. Бывший колхоз «Заря». Подчинено село Захаровка.

## Экономика
10 колхозов, 4 совхоза, 1 рыбколхоз, 3 промышленных предприятия, 2 стройорганизации. Племенное коневодческое хозяйство «Агрофирма „Мангуш“».

## Природа
- Общегосударственный ландшафтный заказник «Белосарайская коса» (площадь — 6,16 км², охраняется природный комплекс с эндемическими видами флоры, здесь произрастают клейстогена азовская, метлюг приморский, метлица азовская, катран понтийский. Охраняется место обитания 158 видов птиц, в том числе 25 занесённых в Красную книгу Украины).
- Региональный ландшафтный парк «Меотида» (часть, общая площадь — 130,17 км²).
- Общегосударственный орнитологический заказник «Приазовский цапельник».

Охраняемые природные территории:
- Меотида
- Половецкая степь
- Белосарайская коса
- Приазовский цапельник
- Сосновые культуры (Юрьевка)

## Известные уроженцы и жители
- Виниковский, Лазарь Ильич (1909 — ?) — советский военный деятель, полковник, кандидат военных наук.
- Хаджинов, Михаил Иванович (1899—1979) — генетик и селекционер, Герой Социалистического Труда.
- Чих, Михаил Павлович (1921—1998) — шахтёр, дважды Герой Социалистического Труда.